# Gare de Noisy-le-Roi
Gare de Noisy-le-Roi vasútállomás Franciaországban, Noisy-le-Roi településen.

## Vasútvonalak
Az állomást az alábbi vasútvonalak érintik:
- Grande Ceinture line

## Kapcsolódó állomások
A vasútállomáshoz az alábbi állomások vannak a legközelebb:
- Gare de Saint-Nom-la-Bretèche - Forêt de Marly